# Guglielmo di Voltaggio
Guglielmo di Voltaggio (Voltaggio, 1160 – Genova, 1234) è stato un nobile e ambasciatore italiano.

## Biografia
Si trova annotato con il cognome "de Vultabio". Apparteneva alla famiglia ligure di piccola nobiltà dei Voltaggio (famiglia) (anche menzionata come Vultaggio e Ottaggio), che diede alla repubblica di Genova diverse figure di rilievo tra la fine del XII secolo e la metà del XIII secolo tra le quali  oltre a Guglielmo troviamo i fratelli Napoleone di Voltaggio (diplomatico e console per il "palazzo di mezzo") e Nicolò di Voltaggio (console per il "palazzo di mezzo").
Fu commendatore nei Cavalieri di Malta.
Nel 1180 fondò la Commenda di San Giovanni di Pré. Nel 1225 viene nominato procuratore e ambasciatore della Repubblica di Genova. Nel 1228 ambasciatore presso la Repubblica di Venezia. Nel 1233 viene identificato come ministro dell'ospedale di San Giovanni.